# 莊家偉
卡文·豪威爾·瓊斯（英語：Carwyn Howell Jones，1967年3月21日—），威爾斯政治人物及威爾斯首席部長。他自1999年便是國會議員，亦是第三位領導威爾斯的政治人物。在威爾斯的聯合政府內，他在2007年曾被任命為議長。2009年12月1日被選為新任威爾斯工黨黨魁。12月9日被任命為國會首席部長。